# Маріон Ґреґ
Маріон Ґреґ (англ. Marion Greig, 22 лютого 1954) — американська академічна веслувальниця.
Бронзова призерка Олімпійських Ігор 1976 року в складі вісімки.